# شهرستان شینیه
شهرستان شینیه (به لاتین: Xinye County) یک شهرستان‌های جمهوری خلق چین در چین است که در نانیانگ واقع شده‌است.